# Polycyathus difficilis
Espèce
Statut CITES
Polycyathus difficilis est une espèce de coraux appartenant à la famille des Caryophylliidae.